# 赦しのちから
『赦しのちから』（原題:Overcomer）は2019年に公開されたアメリカ合衆国のドラマ映画である。監督・主演はアレックス・ケンドリックが務めた。本作の原題は新約聖書に収められているヨハネの手紙一の第5章第5節から取られたものである。

## 概略
ジョン・ハリソンは高校のバスケットボール部のコーチを務めていたが、町の産業の衰退に伴う人口流出が原因で、バスケ部は存続できなくなってしまった。やむなく、ジョンはクロスカントリー部のコーチに転身するが、部員はたった1名（ハンナ）だった。しかも、ハンナは喘息を抱えていた。しかし、ハンナはハンデを抱えながらも、必死の思いで練習に打ち込んでいた。ジョンは彼女を指導していく中で、新たな生き甲斐を見出していくのだった。
なお、本作のストーリーの大枠はケンドリック監督が2011年にクロスカントリーのイベントに参加した際に思いついたものである。

## キャスト
※括弧内は日本語吹替声優。
- アレックス・ケンドリック - ジョン・ハリソン（中村章吾）
- シャリ・リグビー - エイミー・ハリソン（牛田裕子）
- プリシラ・シャイラー - オリヴィア・ブルックス校長（磯西真喜）
- キャメロン・アーネット - トーマス・ヒル（長野伸二）
- アリン・ライト＝トンプソン - ハンナ・スコット（弘松芹香）
- ジャック・スターナー - イーサン・ハリソン
- ベン・デイヴィース - マイヤーズ

## 撮影・音楽
2018年7月、本作の主要撮影がジョージア州コロンバスで始まった。なお、ケンドリック監督の前作『祈りのちから』の製作費は300万ドルだったが、本作の製作費は500万ドルとなっている。この差が生じたのは、本作の撮影に『アベンジャーズ』で使用されたのと同じカメラを使用したためである。
2019年8月3日、リユニオン・レコーズが本作のサウンドトラックを発売した。ローレン・デイグルが歌う本作の主題歌『You Say'』は音楽チャートのクリスチャン・ミュージック部門で62週連続1位を記録し（2020年3月現在、この記録は全米記録となっている）、アダルト・コンテンポラリー・ミュージック部門でも1位を獲得した。
当初、本作は2020年5月8日に日本で公開される予定だったが、新型コロナウイルスの流行が拡大していることを受けて、4月10日、配給元のソニー・ピクチャーズは本作の公開延期を発表。5月25日、本作の公開日を2020年6月19日に決定したことを発表した。

## マーケティング・興行収入
2018年10月31日、本作のティーザー・トレイラーが公開された。2019年4月26日、本作のオフィシャル・トレイラーが公開された。
本作は『レディ・オア・ノット』及び『エンド・オブ・ステイツ』と同じ週に封切られ、公開初週末に500万ドル前後を稼ぎ出すと予想されていたが、実際の数字はこれを上回るものとなった。2019年8月23日、本作は全米1723館で公開され、公開初週末に814万ドルを稼ぎ出し、週末興行収入ランキング初登場3位となった。

## 評価
本作に対する批評家からの評価は平凡なものに留まっている。映画批評集積サイトのRotten Tomatoesには16件のレビューがあり、批評家支持率は50%、平均点は10点満点で5.79点となっている。また、Metacriticには5件のレビューがあり、加重平均値は17/100となっている。なお、本作のCinemaScoreは最高値であるA+となっている。
ケンドリック監督は本作を鑑賞してキリスト教の信者になった者が多数出ていると主張している。